# 36 China Town
36 China Town – indyjska komedia kryminalna z elementami romansu i musicalu wyreżyserowana w 2006 roku przez duet braci Abbas-Mustan, autorów Baazigar, Ajnabee i Baadshah. Film jest indyjską adaptacją hollywoodzkiego kryminału Once Upon A Crime (1992). To drugi film z Shahid Kapoorem i Kareena Kapoor w rolach głównych. Debiutuje w nim Upen Patel. W rolach drugoplanowych Akshaye Khanna, Paresh Rawali Johnny Lever. Film był nisko oceniony przez krytyków, ale cieszył się popularnością widzów w Indiach.

## Fabula
Soni Chang (Isha Koppikar), właścicielce kasyna żyjącej w ogromnej posiadłości o nazwie 36 China Town, porwano synka. Zrozpaczona wyznacza 250 000 rupii nagrody za odnalezienie chłopca.
Raja (Shahid Kapoor) i Priyę (Kareena Kapoor), dwie obce sobie osoby, połączyło porwane dziecko. Odkrywszy w tłumie poszukiwane dziecko, postanawiają podzielić się nagrodą. Jadą autobusem do Goa po drodze zakochując się w sobie. W domu Soni ich idylla kończy się: odnajdują tam jej zwłoki i dla Karana, inspektora policji, (Akshaye Khanna) stają się pierwszymi podejrzanymi. Na szczęście dla nich zbrodni mogli też dokonać: playboy Rocky (Upen Patel), przegrywający w kasynie desperat K.K. (Johnny Lever), czy też małżeństwo Gracy (Payal Rohatgi) i (Paresh Rawal). W noc zbrodni każda z tych osób była w "36 China Town".

## Obsada
- Akshaye Khanna – Karan, inspektor policji
- Shahid Kapoor – Raj Malhotra
- Kareena Kapoor – Priya
- Upen Patel – Rocky – Nagroda Filmfare za Najlepszy Debiut
- Johnny Lever – KK
- Paresh Rawal – Natwar
- Tanaz Lal – Ruby
- Payal Rohatgi – Gracy
- Isha Koppikar – Sonia Chang (gościnnie)
- Tanushree Dutta – gościnnie w piosence Jab Kabhi
- Priyanka Chopra – gościnnie
- Rajendranath Zutshi - pijak